# National Museum of Naval Aviation

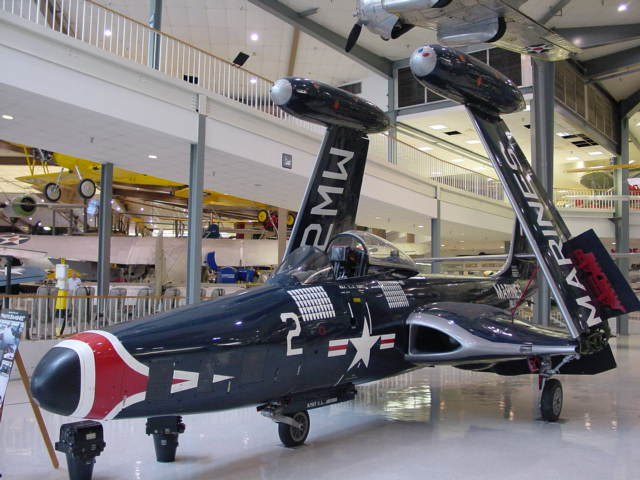
McDonnell F2H-2P Banshee im Museum

Das National Museum of Naval Aviation ist ein Luftfahrtmuseum mit dem Schwerpunkt Marinefliegerei auf der Naval Air Station Pensacola, Florida.

## Geschichte
Das Museum eröffnete am 8. Juni 1963 mit einer Ausstellungsfläche von nur rund 800 m² und acht Flugzeugen. Bereits 1965 entschloss ein Gremium, einberufen vom damaligen Chief of Naval Operations David L. McDonald, das Museum zu vergrößern. Dafür wurde Ende 1966 die Naval Aviation Museum Association gegründet, die Spenden sammeln sollte. Den Vorsitz übernahm Arthur W. Radford. 1975 konnte ein rund 6000 m² großes Gebäude eröffnet werden, das komplett durch die Association finanziert wurde. In diesem Zuge wurde sie in Naval Aviation Museum Foundation umbenannt.
Unter Thomas H. Moorer konnte der Verein das Gelände bis 1980 auf über 10.000 m² vergrößern. In den nächsten zehn Jahren konnte diese Fläche noch einmal mehr als verdoppelt werden. 1994 wurde die Fläche auf über 26.000 m² ausgebaut, außerdem wurde ein IMAX-Kino eingerichtet, das 534 Besuchern Platz bietet.

## Sammlung
Heute umfasst die Sammlung 150 Flugzeuge und Hubschrauber der United States Navy, des United States Marine Corps und der United States Coast Guard.
Der Westflügel des Gebäudes ist der Marinefliegerei im Zweiten Weltkrieg gewidmet, dort befindet sich ein 1:1-Nachbau des Flugdecks des leichten Flugzeugträgers Cabot. Ebenfalls aus dieser Zeit stammt die SBD-2 Dauntless und die einzige noch existente SB2U Vindicator. An ausländischen Mustern des Zweiten Weltkriegs sind u. a. eine Kawanishi N1K, eine Mitsubishi A6M und eine Messerschmitt Me 262 ausgestellt. Aus der Zeit des Ersten Weltkrieges stammen eine Sopwith Camel, eine Hanriot HD.1, eine Nieuport 28 sowie eine Fokker D.VII.
Weitere Ausstellungsstücke umfassen vier A-4 Skyhawk der Kunstflugstaffel Blue Angels, die S-3 Viking, in der George W. Bush zur Abraham Lincoln flog und die damit als erstes Flugzeug das Funkrufzeichen „Navy One“ erhielt, sowie die NC-4, das erste Flugboot, das den Atlantik überquerte. Aus dem Bereich Raumfahrt besitzt das Museum die Kommandokapsel eines der Apollo-Raumschiffe, Seriennummer CSM-116, die Kapsel, die für Skylab 2 eingesetzt wurde. Seit 2007 wird die restaurierte Gondel des ehemaligen Marineluftschiffes L-8 und späteren Goodyear-Werbeblimps gezeigt.